# 帕拉普昂
帕拉普昂是巴西圣保罗州的一个市镇。总面积365.224平方公里，总人口11033人，人口密度30.2人/平方公里。